# Alfred Schmalzer
Alfred Schmalzer (28 oktober 1912-21 januari 1944) was een Oostenrijks handballer.
Op de Olympische Spelen van 1936 in Berlijn won hij de zilveren medaille met Oostenrijk. Schmalzer speelde drie wedstrijden, waaronder de finale.
Franz Bartl · Franz Berghammer · Franz Bistricky · Franz Brunner · Johann Houschka · Emil Juracka · Ferdinand Kiefler · Josef Krejci · Otto Licha · Friedrich Maurer · Anton Perwein · Siegfried Powolny · Siegfried Purner · Walter Reisp · Alfred Schmalzer · Alois Schnabel · Ludwig Schuberth · Johann Tauscher · Jaroslav Volak · Leopold Wohlrab · Friedrich Wurmböck · Johann Zehetner